# Halton East
Halton East – wieś w Anglii, w hrabstwie North Yorkshire, w dystrykcie (unitary authority) North Yorkshire. Leży 57 km na zachód od miasta York i 301 km na północny zachód od Londynu.